# 國立臺北大學法律學院
國立臺北大學法律學院是隸屬於臺灣國立臺北大學的一個學院，由法律學系、比較法資料中心、數個學科型中心，以及能源、環境與人類社會研究中心組成。

## 組織
臺北大學法律學院僅設有法律學系一個系所。法律學系的組織架構，又可分為學士班（法學組、司法組、財經法組）、碩士班（一般生組、法律專業組）、博士班與進修學士班。
在法律學系之外，設有比較法資料中心，能源、環境與人類社會研究中心，及公法、民事法研究、刑事法、基礎法學、財經法研究、勞動法研究、國際法等七個學科型中心。
法律學系還設有兩個學生社團：法律服務社與國際法學社。

## 院史
臺北大學法律學院的歷史可以追溯至1952年10月，臺灣省立行政專科學校受司法行政部（後來的法務部）請託，為了培育書記官與監獄官人才，增設二年制「司法行政科」。1953年後改為三年制。1955年政專改制為臺灣省立法商學院，司法行政科隨而改制為法律學系，是臺灣第二所法學教育機構。:9-11在當時，全臺灣僅有國立臺灣大學與省立法商學院設有法律科系。
臺灣省立法商學院併入省立中興大學，成為中興大學法商學院後，法律學系隸屬於該院，是為臺灣省立中興大學法律學系。1964年，中興大學在法商學院下設立法律學研究所，同時於臺北夜間部下設立法律學系。在中興大學時期，法商學院法律學系、法律學研究所、臺北夜間部法律學系有如下的發展：法律學系的學士班（大學部、日間部）最初不分組，1969年起分為法學組、司法組，1992年又增設財經法學組。1996年大學法修正，採行系所合一時，法律學研究所併入法律學系。1997年，四年制臺北夜間部法律學系改為五年制臺北進修部法律學系。
早在1990年代初法商學院醞釀脫離中興大學欲獨立設校時，即提出將法律學系與法律學研究所獨立成一個學院，獲得教育部初步同意。:242000年獨立設校時，中興大學法商學院法律學系與臺北進修部法律學系合併，升格為國立臺北大學法律學院。當時法律學院下設有法學系、司法學系、財經法學系三個科系，中興大學法商學院比較法資料中心亦改隸法律學院。隔年，臺北大學在法律學院下成立法律專業研究所，招收大學部階段並非就讀法律科系的學生。
法、司、財三系的由來是：原法律學系司法組、財經法學組同時改制為司法學系、財經法學系（只有學士班學制），而法學組與法律學系碩士班、博士班及中興大學臺北夜間部法律學系合併，成立法學系，下設學士班、碩士班、博士班、進修學士班四個班制。2007年，法律學院整併系所，將法、司、財三系及法專所合併，僅設置法律學系。此時的法律學系，由學士班（法學組、司法組、財經法組）、進修學士班、碩士班（一般生組、法律專業組）與博士班組成。2015年，法律學院增設能源、環境與人類社會研究中心。

### 歷任主管
從臺灣省立行政專科學校司法行政科1952年創立，到臺灣省立法商學院法律學系時期、國立中興大學法律學系初期，科主任與系主任均為何孝元。至1965年，法律學系主任才由蔡蔭恩接任。其後歷任系主任為甯育豐（任期1970–1981）、楊崇森（1972–1975）、李岱（1975–1977）、城仲模（1977–1979）、蘇義雄（1979–1985）、甘添貴（1985–？）等人。至於法律學研究所，在1964年成立後，歷任所主任為何孝元（任期1964–1969）、蔡蔭恩（1969–1972）、林咏榮（1972–1978）、楊崇森（1978–1979）、城仲模（1979–1982）、賴英照（1982–1984）、楊崇森（1984–1988）、黃東熊（1988–？）等人。
到了臺北大學法律學院成立後，歷任院長為郭玲惠（任期2009–2011）、徐慧怡（2011–2013）、張文郁（2013–2015）、林超駿（2015–2017）、陳春生（2017–2019）、杜怡靜（2019–2022）、侯岳宏（2022–）等人。:26-51

## 學生

### 學生活動

臺北大學法律服務隊下鄉提供免費法律諮詢服務

大約1970年前，中興大學法律系在臺灣與臺灣大學法律系齊名，二校系學生考取司法官的名額，非常接近。自中興法律畢業的教師甘添貴受訪時曾提及何孝元於其系主任任內，經常鼓勵學生以參與推事（後來改稱法官）、檢察官、律師等國家考試為目標。

#### 法律服務社
中興大學法律學會於1966年11月決議開辦「中興大學法律學會法律問題研討委員會」，隔年4月成立，接受臺灣各地民眾函詢法律問題，並。委員會的正副主任委員由學會聘任，委員由法律系學生志願參加。1969年，該會自法律學會獨立，改制為「中興大學法學研討會」，除了接受民眾詢問外，也受臺灣省政府的委託，答詢部分寄至省政信箱的法律問題，及答詢警察廣播電台的法律問題。1980年，辦理類似性質事務的「國立中興大學法商學院法律學系法律服務社」成立，後隨法商學院歸入臺北大學，改制為「國立臺北大學法律學院法律服務社」。

#### 國際法學社
國際法學社成立於2006年，為研討國際法的學生社團。

### 畢業院友
臺北大學法律學院畢業院友遍布各界，除了經商的張平沼外，學界有甘添貴（刑事法學者）、李建良（公法學者）、王泰升（法律史學者），跨足政壇的有賴英照（前司法院院長、行政院副院長）、卓榮泰（行政院院長），還有從事演藝工作的陳沂。